# DC Graphic Novel
DC Graphic Novel foi uma linha de graphic novel trade paperbacks publicados de 1983 a 1986 pela DC Comics.[carece de fontes?]
DC também publicou de 1985 a 1987 uma segunda linha chamada DC Science Fiction Graphic Novel.[carece de fontes?] Em vez de serem histórias originais, as graphic novels desta linha eram quadrinizações de obras publicadas por autores de ficção científica bem renomados. Estas foram editadas por Julius Schwartz, sendo seu último trabalho editorial antes da aposentadoria.[carece de fontes?]
As duas séries eram o equivalente da DC para a linha Marvel Graphic Novel da Marvel Comics.
Nenhuma das edições dessas duas séries foram publicadas em português ou associada com alguma edição brasileira/portuguesa.

## SérieDC Graphic Novel
| Número | Título            | Ano  | Escritores         | Artistas                                               | Editor          | Notas |
| ------ | ----------------- | ---- | ------------------ | ------------------------------------------------------ | --------------- | --- |
| 1      | Star Raiders      | 1983 | Elliot S. Maggin   | José Luis García-López                                 | Andy Helfer     | Baseado no jogo eletrônico Star Raiders |
| 2      | Warlords          | 1983 | Steve Skeates      | David Wenzel                                           | Dave Manak      | |
| 3      | The Medusa Chain  | 1984 | Ernie Colón        | Ernie Colón                                            | Ernie Colón     | |
| 4      | The Hunger Dogs   | 1985 | Jack Kirby         | Jack Kirby, Greg Theakston, D. Bruce Berry, Mike Royer | Joe Orlando     | Primeira aparição de Bekka. The Hunger Dogs foi planejada por Jack Kirby e DC para ser o fim da saga Fourth World ["Quarto Mundo"]. O projeto esteve cheio de controvérsias, com a insistência de Kirby para que a série terminasse com a morte dos Novos Deuses, enquanto que a DC queria que eles continuassem vivos. No final das contas, a produção do graphic novel sofreu muitos atrasos e revisões. As páginas e os elementos da história "On the Road to Armagetto" não publicado, foram revisados e incorporados a graphic novel, enquanto a DC ordenava a reestruturação da trama inteira, resultando em muitas páginas da história sendo reorganizadas na ordem de leitura pretendida por Kirby. |
| 5      | Me and Joe Priest | 1985 | Greg Potter        | Ron Randall                                            | Janice Race     | |
| 6      | Metalzoic         | 1986 | Pat Mills          | Kevin O'Neill                                          | Andy Helfer     | |
| 7      | Space Clusters    | 1986 | Arthur Byron Cover | Alex Niño                                              | Julius Schwartz | |

## SérieDC Science Fiction Graphic Novel
| Número | Título                  | Ano  | Escritores                                       | Artistas                                | Editor          | Notas                                                                                   |
| ------ | ----------------------- | ---- | ------------------------------------------------ | --------------------------------------- | --------------- | --------------------------------------------------------------------------------------- |
| 1      | Hell on Earth           | 1985 | Robert Bloch, Robert Loren Fleming               | Keith Giffen, Greg Theakston, Bill Wray | Julius Schwartz |                                                                                         |
| 2      | Nightwings              | 1985 | Robert Silverberg Cary Bates                     | Gene Colan e Neal McPheeters            | Julius Schwartz |                                                                                         |
| 3      | Frost and Fire          | 1985 | Ray Bradbury Klaus Janson                        | Klaus Janson                            | Julius Schwartz |                                                                                         |
| 4      | The Merchants of Venus  | 1986 | Frederik Pohl Victoria Petersen, Neal McPheeters | Neal McPheeters                         | Julius Schwartz |                                                                                         |
| 5      | Demon with a Glass Hand | 1985 | Harlan Ellison                                   | Marshall Rogers                         | Julius Schwartz | Adaptado do episódio de 17 de outubro de 1964 de The Outer Limits ["A Quinta Dimensão"] |
| 6      | The Magic Goes Away     | 1986 | Larry Niven, Paul Kupperberg                     | Jan Duursema                            | Julius Schwartz |                                                                                         |
| 7      | Sandkings               | 1987 | George R. R. Martin, Doug Moench                 | Pat Broderick, Neal McPheeters          | Julius Schwartz | Adaptado do episódio de 26 de março de 1995 de The Outer Limits ["A Quinta Dimensão"]   |

## Encadernados
- Jack Kirby's Fourth World Omnibus Volume 4 (reunindo DC Graphic Novel #4: "The Hunger Dogs", 424 páginas, março de 2008, ISBN 1-4012-1583-1)